# Логоритмика
Логоритмика (др.-греч. λόγος — речь и лат. rhythmus — ритм) это коррекционная логопедическая ритмика или развитие речи с помощью частых движений тела. Является формой активной арт-терапии и представляет собой систему двигательных упражнений, связанных с одновременной ротовой активностью.
Впервые особая система занятий по данному направлению была введена В. А. Гиляровским в 1932 году для коррекции заикания у детей.
Позднее логоритмические занятия стали включать в воспитательно-образовательный процесс детских садов для профилактики и предотвращения речевых нарушений в различных формах.